# Orsinome armata
Orsinome armata là một loài nhện trong họ Tetragnathidae.
Loài này thuộc chi Orsinome. Orsinome armata được miêu tả năm 1901 bởi Pocock.